# Encuentro Medieval de El Entrego
El Encuentro Medieval de El Entrego (Alcuentru Medieval de L'Entregu en asturiano) es una actividad que se celebra desde el año 2006 organizada por la Sociedad Cultural y de Fiestas de El Entrego.

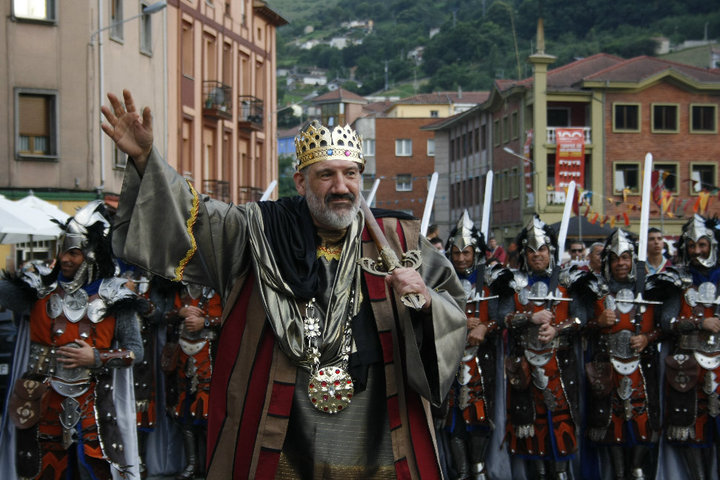
Encuentro Medieval de El Entrego

## Origen
Esta actividad nace con la idea de dar un giro a las tradicionales Fiestas de La Laguna en las que está enmarcado, y sobre todo, de recuperar la historia del concejo a través de la figura del rey Aurelio.

## Desarrollo
Cada año se escoge un rey Aurelio entre personas destacadas de la vida social, cultural o deportiva del concejo. Esta persona será coronada rey en el Teatro Municipal de San Martín del Rey Aurelio en el trascurso de una obra teatral que la Sociedad Cultural y de Fiestas de El Entrego encarga cada año a un escritor diferente.
Después de la coronación y la representación teatral se organiza una cena medieval que está presidida por el recién nombrado rey Aurelio, representantes del Ayuntamiento de San Martín del Rey Aurelio, autoridades, y todas las personas que les gusten de asistir y vayan vestidas con ropa medieval. 
Durante los tres días que dura el Encuentro se instala un mercado medieval entorno del Parque de La Laguna en el que tienen lugar actividades de marcado talante medieval como luchas de espadas, representaciones teatrales de embarcadero, espectáculos de cetrería o torneo de caballeros a caballo, entre otras muchas.
Una de las actividades que genera más expectación es el desfile medieval que se desenvuelve el sábado por la tarde y en el que participa el rey ya coronado para recibir el apoyo de su súbditos por los embarcaderos del pueblo. El rey va acompañado de gaitas, autoridades, grupos de animación y de todas aquellas personas que vayan vestidas con trajes medievales. 
Estas actividades se celebran siempre el tercer fin de semana de julio, viernes, sábado y domingo, en el marco de las Fiestas de La Laguna que son las fiestas patronales del pueblo con más de un siglo de tradición. 
Toda la cartelería y publicidad relacionada con el Encuentro Medieval se hace en idioma asturiano.

## Historia
El I Encuentro Medieval tuvo lugar en el año 2006 con la coronación de José María López Suárez y con la representación de la obra teatral "Entre querellas y doncellas", de Pablo Rodríguez Medina que ha sido puesta en escena por el Grupo Teatro Refajo. 
En 2007 se celebra la segunda edición con la coronación como rey de Chechu García. La obra representada es "Tejedora de llovizna" (Texedora d'orbayu), de Pablo Rodríguez Medina y representada por el Grupo Teatro Refajo.
El III Encuentro Medieval tiene como rey Aurelio a Mario Efrén García Villar que es coronado en el trascurso de la obra "Las siete novias del rey", escrita por Xulio Arbesú y representada por el Grupo Teatro Refajo. 
En 2009 se celebra el IV Encuentro Medieval con la coronación de Ana Rosa Suárez y la representación de la obra "Apocalipsis: el camino que nos marca" de Xosé Ramón Martín Ardines.
El V Encuentro Medieval corona a Graciano Torre y pone en escena la obra de teatro "De hechiceras, mujeres y reyes", escrita por Pedro Alberto Marcos. 
La sexta edición de 2011 se celebra con la coronación del futbolista Secundino Suárez (Cundi) y la representación de la obra "Ensayo general", escrita por Chechu García y Roberto Corte. 
El séptimo Encuentro Medieval del año 2012 corona al escritor Pablo Xuan Manzano en el trascurso de la obra "Bienvenido rey Aurelio", escrita por Elisabeth Felgueroso. 
En el octavo Encuentro Medieval de 2013 se corona al ilustrador Alfonso Trompico durante la representación de la obra musical "El rey y otras fibras" del músico y escritor Nacho Fonseca que ha sido puesta en escena y cantada por el grupo de teatro y coro Padre Coll.